# 地海故事集
《地海故事集》（Tales from Earthsea）是美國作家娥蘇拉·勒瑰恩於2001年發表的奇幻短篇集，本書為「地海傳說」第五部，由五篇有關地海世界的短篇故事與一篇地海世界簡介集結而成。這五篇故事中，有的發生在《地海巫師》之前，有的發生在格得擔任地海大法師的期間，有的則發生在《地海孤雛》之後。

## 內容
第一篇是有關地海巫師學院誕生的由來，另一篇則敘述格得第一位老師歐吉安的故事，最後一篇故事則敘述一個女孩挑戰地海巫師學院對女性的禁令。勒瑰恩在這些故事中，從不同面向的人物、不同的角度，再度借用地海世界來闡述她對人性的深刻理念。最後，地海世界簡介篇則從歷史、地理環境、民族、語言文字、風俗等詳細介紹地海世界。
包含五篇以地海世界為背景的中短篇故事：
- 〈尋查師〉（"The Finder"）
- 〈黑玫瑰與鑽石〉（"Darkrose and Diamond"）
- 〈大地之骨〉（"The Bones of the Earth"）
- 〈高澤上〉（"On the High Marsh"）
- 〈蜻蜓〉（"Dragonfly"）

書末並附有短文〈地海風土誌〉（"A Description of Earthsea"），介紹地海世界的民族、歷史、以及魔法。

## 中譯書目
- 《地海故事集》 段宗忱譯，繆思出版社奇幻館書系，2002年（正體，台灣）